# أولاد برحيل
أولاد برحيل هي مدينة في إقليم تارودانت بجهة سوس ماسة جنوب المغرب، وهي تضم 192 24 نسمة حسب الإحصاء العام للسكان والسكنى لسنة 2014.
وهي تقع على الطريق الوطنية رقم 7 بين مراكش وتارودانت.

## أحياء المدينة
- حي عين الشيخ ميريكان
- حي اولاد عبو
- حي اولاد براهيم
- حي البرج
- حي عين سيدي
- حي الشواطات
- حي عين لعصيد
- حي طريق مراكش
- حي الجرابيع
- حي أكودير
- أولاد بلعيد الجنوبية
- أولاد بلعيد الشمالية
- الحي الجديد

## الأمن
لا تتوفر أولاد برحيل على مركز للشرطة، ولكنها تتوفر على مركز للدرك الملكي.

## التعليم
قائمة المؤسسات التعليمية في أولاد برحيل:

### التعليم الإبتدائي
- مدرسة النصر
- مدرسة هارون الرشيد
- مدرسة علال الفاسي
- مجموعة مدارس الشواطات (الوحدات: عين عصيد - البرج)

### التعليم الإعدادي
- إعدادية الليمون
- إعدادية الداخلة

### التعليم الثانوي
- ثانوية الداخلة
- ثانوية مولاي يوسف

### التعليم الخصوصي
- مؤسسة طالب كثيري
- مؤسسة الرسالة

## السياحة
تتميز مدينة أولاد برحيل بثراث قديم، وبمآثر تاريخية عريقة، تحكي الحقب التاريخية التي مرت بها المدينة، فكل مكان منها يحكي حكاية، لا يمكن نسيانها مهما مرت الأزمان. ومن بين أهم المعالم التاريخية للمدينة نجد قصر رياض حيدة، الذي كان قصراً لباشا تارودانت حيدة بن ميس، والذي تم تحويله لوحدة فندقية لإستقبال سياح المدينة. كما تشتهر المدينة بتنوع الفلكلور الفني المحلي، حيث يوجد بها العديد من الفرق الموسيقية الخاصة بالميزان وأحواش وكناوة. كما تعتبر المدينة وجهة للسياح الذين يبحثون عن السياحة الجبلية بحكم تموقع المدينة في الطرق المؤدية إلى جبال تيزي نتاست، وجبال تيكوكة، وهذه المناطق تتميز بهوائها النقي وبتوفرها على المياه الكثيرة التي تكون غالبا عبارة عن عُيون وشلالات، وكذلك غطاءها النباتي الكثيف، والمناظر الطبيعية الخلابة.

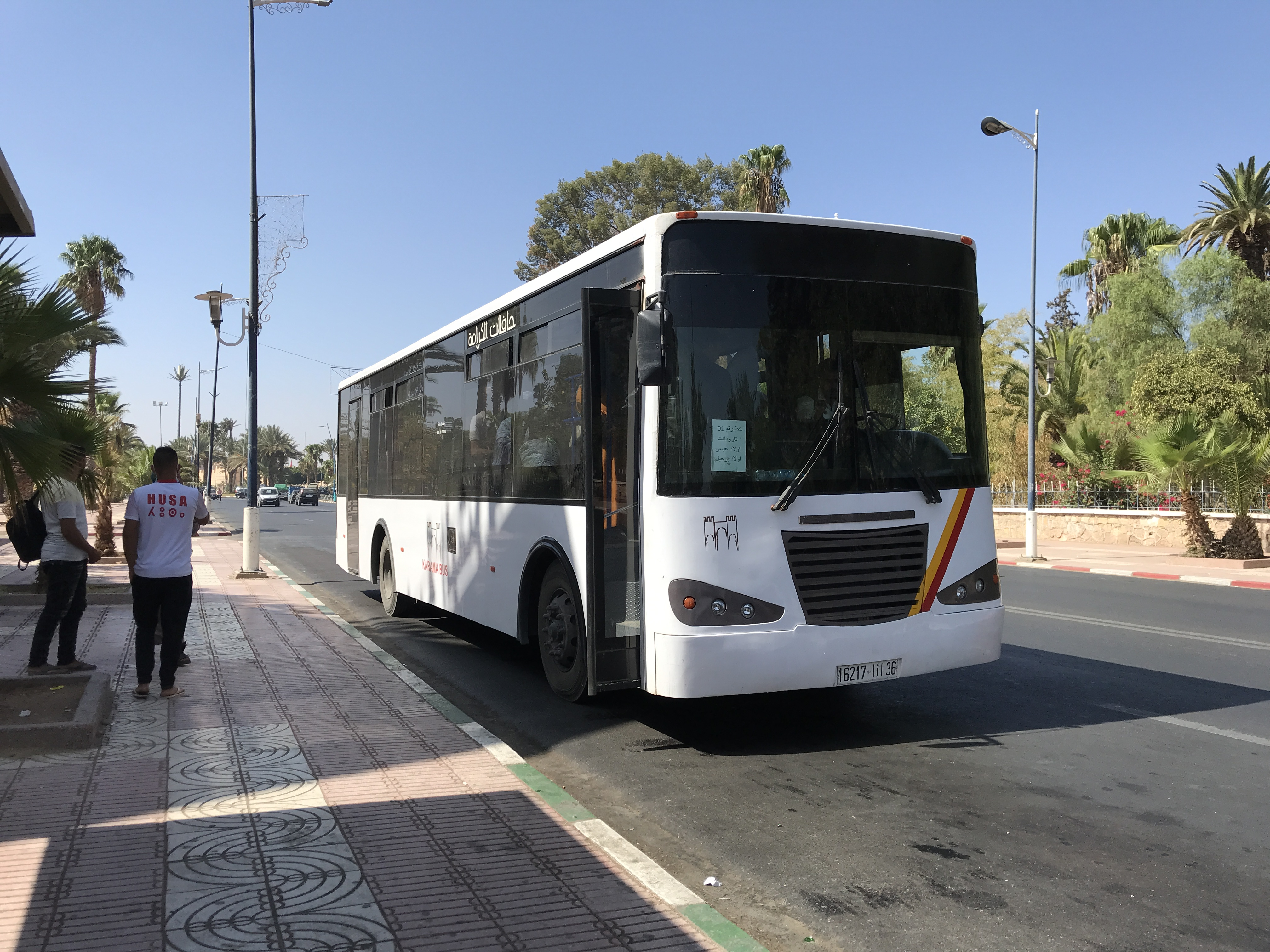
الحافلة الرابطة بين تارودانت وأولاد برحيل

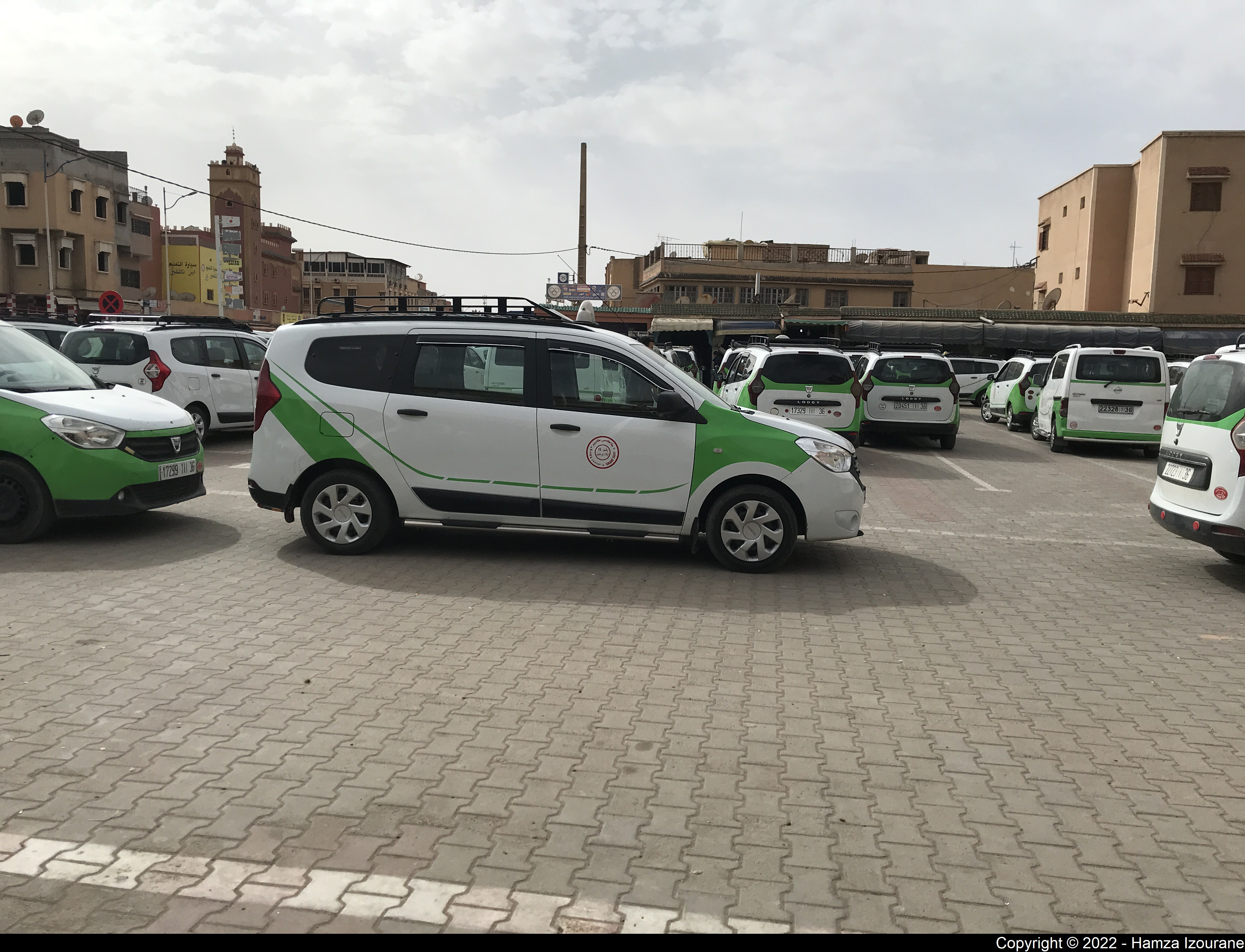
محطة سيارات الأجرة الكبيرة في وسط مدينة أولاد برحيل

قائمة الفنادق في أولاد برحيل:
- فندق قصر رياض حيدة
- فندق رياض بريستيج سوس
- فندق لابياد

## النقل والطرق
بحكم موقعها الجغرافي، يُمكن الوصول لمدينة أولاد برحيل بكل سهولة عبر عدة خيارات: إما من خلال سيارات الأجرة الكبيرة التي تنطلق من المحطة الطرقية لتارودانت أو حافلات شركة الكرامة التي تربط بين أولاد برحيل وتارودانت، والتي تم تحديد سعرها في 8 دراهم. كما يمكن الوصول لأولاد برحيل عبر حافلات نقل المسافرين التي تربط بين تالوين والدار البيضاء أو الحافلات التي تربط بين ورزازات وأكادير وتتوقف في طريقها في أولاد برحيل.

## الرياضة
قائمة البنيات التحتية الرياضية في أولاد برحيل:
- ملعب أولاد برحيل وهو خاص بفريق الرشاد البرحيلي لكرة القدم
- المركب السوسيو رياضي للقرب
- المركب الرياضي سوس فوت
- المسبح البلدي

## الصحة
تتوفر أولاد برحيل على مركز صحي حضري من المستوى الثاني، ومركز للوقاية المدنية. ويوجد مشروع قيد الدراسة لإنشاء مستشفى القرب أولاد برحيل.